# Louis Cavagnari

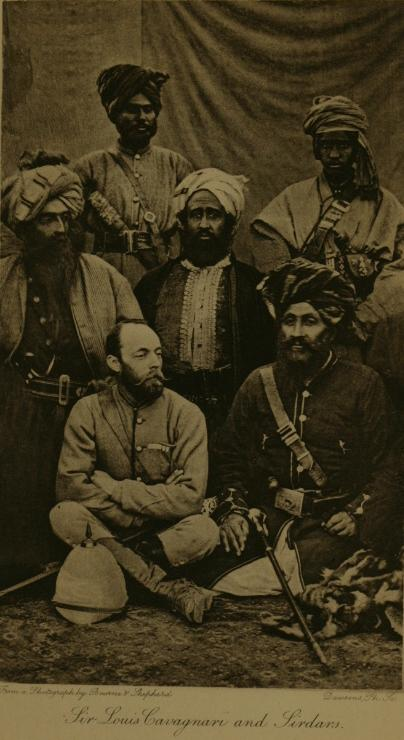
Louis Cavagnari, sittande till vänster.

Pierre Louis Napoleon Cavagnari, född den 4 juli 1841, död den 3 september 1879, var en anglo-indisk militär och diplomat. Han var son till en av Napoleons officerare, general Adolphe Cavagnari, och dennes irländska hustru. 
Cavagnari naturaliserades som brittisk medborgare 1857, trädde följande år i ostindiska kompaniets tjänst och deltog med utmärkelse i fälttåget i Oudh samt användes sedan av indiska regeringen i politiskt administrativa uppdrag vid nordvästgränsen, vilka han fullgjorde med utmärkt skicklighet och energi. Han tillhörde 1878 sir Neville Bowles Chamberlains stab vid dennes misslyckade beskickning till Afghanistan, vars avvisande gav anledning till andra anglo-afghanska kriget. 
Efter emiren Sjir Alis död avslöt Cavagnari med efterträdaren fördraget i Gandamak 26 maj 1879, belönades därför med titeln sir och utnämndes till brittisk resident i Kabul. Dit anlände han i juli och slog sig ned i det fasta citadellet Bala Hissar, vilket emellertid i september samma år angreps av en upphetsad skara afghanska krigare, som skoningslöst nedgjorde alla vita. Cavagnari fick under massakern ett dödande sår i huvudet, samtidigt med att det brinnande taket störtade in. Hans död gav signalen till ett nytt brittiskt fälttåg mot Afghanistan.